# Avenir Sportif de La Marsa
L'Avenir Sportif La Marsa (abbreviato: AS Marsa) è una squadra di calcio tunisina con sede a La Marsa, fondata nel 1939 come parte dell'omonima polisportiva.

## Palmarès

### Competizioni nazionali
- Coppa di Tunisia: 5

1960-1961, 1976-1977, 1983-1984, 1989-1990, 1993-1994
- Coppa di Lega tunisina: 1

2006-2007
- Championnat de Ligue Professionelle 2: 3

1958-1959, 1987-1988, 2009-2010

### Altri piazzamenti
- Coppa di Tunisia:

Finalista: 2021-2022
Semifinalista: 2015-2016
- Supercoppa di Tunisia:

Finalista: 1984, 1993
- Championnat de Ligue Professionelle 2:

Secondo posto: 2001-2002, 2022-2023

## Organico
| N. |                    | Ruolo | Calciatore            |
| -- | ------------------ | ----- | --------------------- |
| 1  | Tunisia (bandiera) | P     | Aymen Ben Ayoub       |
| 2  | Tunisia (bandiera) | D     | Khalid Hnid           |
| 3  | Tunisia (bandiera) | D     | Marouane Khalfi       |
| 6  | Tunisia (bandiera) | C     | Mohamed Touati        |
| 7  | Tunisia (bandiera) | C     | Khaled Yahia          |
| 8  | Camerun (bandiera) | C     | Didier Tala           |
| 9  | Tunisia (bandiera) | A     | Omàr Fhal             |
| 10 | Tunisia (bandiera) | C     | Bilel Ben Messaoud    |
| 11 | Tunisia (bandiera) | C     | Nour Hadhria          |
| 13 | Tunisia (bandiera) | D     | Mohamed Ali Kasdoghli |
| 14 | Tunisia (bandiera) | D     | Maher Abidi           |
| 15 | Tunisia (bandiera) | D     | Ahmed Ayadi           |
| 16 | Tunisia (bandiera) | P     | Youssef Trabelsi      |

| N. |                    | Ruolo | Calciatore           |
| -- | ------------------ | ----- | -------------------- |
| 17 | Tunisia (bandiera) | A     | Haythem Ben Salem    |
| 18 | Tunisia (bandiera) | D     | Hichem Jebali        |
| 19 | Tunisia (bandiera) | C     | Alaeddine Abbès      |
| 20 | Tunisia (bandiera) | C     | Nizar Amri           |
| 22 | Tunisia (bandiera) | A     | Ismail Sassi         |
| 23 | Turchia (bandiera) | A     | Mohamed Ben Hammouda |
| 25 | Tunisia (bandiera) | D     | Karim Ben Amor       |
| 26 | Tunisia (bandiera) | C     | Amir M'chela         |
| 27 | Togo (bandiera)    | A     | Claude Naoto         |
| 28 | Camerun (bandiera) | C     | Regis Baha           |
| 30 | Tunisia (bandiera) | A     | Lassad Jaziri        |